# Новоодеса
Новооде́са (раніше — Федорівка) — село в Україні, у Добровеличківській селищній громаді Новоукраїнського району Кіровоградської області. Населення становить 134 особи.

## Населення
Згідно з переписом УРСР 1989 року чисельність наявного населення села становила 265 осіб, з яких 122 чоловіки та 143 жінки.
За переписом населення України 2001 року в селі мешкали 134 особи.

### Мова
Розподіл населення за рідною мовою за даними перепису 2001 року:
| Мова       | Відсоток |
| ---------- | -------- |
| українська | 94,03 %  |
| російська  | 3,73 %   |
| молдовська | 1,49 %   |
| білоруська | 0,75 %   |